# 亞洲電視劇集列表 (2000年代)

## 2000年

### 自製劇集
| 首播日期 | 集數 | 劇名               | 監製          | 演員 | 官方網頁 | 備註 |
| 3月6日   | 43   | 我和殭屍有個約會II | 冼志偉        | 萬綺雯、尹天照、張國權、任達華、黃卓玲、陳啟泰、張慧儀、杜汶澤、吳廷燁、楊恭如、張文慈、黃允材、江美儀、韓君婷、謝君豪、梁榮忠、黃璦瑤、黃樹棠、林志豪、佐伯日菜子、樋口明日嘉     | ATV網頁  |      |
| 4月3日   | 15   | 寶島春夢           | 李元科        | 黃允材、袁文傑、杜汶澤、冼灝英、徐二牛、饒芷昀、鍾慧寧、甄志強、黃麗梅、蘇昶、龐秋雁、饒林紅、煒烈、繆非臨、傅湛杰、鄭恕峰                                                         |          |      |
| 5月8日   | 100  | 香港一家人         | 方 平         | 林建明、林韋辰、李婉华、江美儀、田蕊妮、雷宇揚、杜汶澤、黃美芬、姚嘉妮、宫雪花、杜挺豪、廖文蔚、鄭浩南、徐錦江、王合喜、巫啟賢、許冠英、鮑起靜、吳浣儀、陳慧敏、樓茜妮             |          |      |
| 8月10日  | 30   | 曲終情未了         | 梁 天 鄭偉文  | 劉雅麗、林文龍、陳啓泰、甄志強、袁潔儀、韓君婷、宗楊、黃允材、朱燕珍、江圖、劉國誠、謝雪心                                                                                         |          |      |
| 10月2日  | 32   | 與狼共枕           | 蕭鍵鏗 鄭偉文 | 甄志強、王薇、江圖、袁文傑、韓君婷、呂有慧、劉志榮、宗揚、繆非臨、黃樹棠、饒芷昀、黃允材                                                                                           |          |      |
| 11月6日  | 30   | 妳想的愛           | 楊紹鴻 李慧珠 | 陳秀雯、劉美君、恬妞、海俊傑、謝君豪、陳啟泰、張振寰、黃璦瑤、杜挺豪、樓茜妮、宗揚、李香琴、何寶生、黎淑賢、黎家嘉、黃美芬、錢嘉成、黃樹棠、關偉倫、鄭恕峰                         | ATV網頁  |      |
| 12月18日 | 63   | 電視風雲           | 丁 亮         | 陳錦鴻、陳芷菁、吳廷燁、黎耀祥、珈潁、張錦程、黎思嘉、袁文傑、陳寶轅、鍾慧寧、徐二牛、黃允材、劉錫賢、周兆麟、江圖、黎家嘉、劉志榮、田蕊妮、林子博、鮑起靜、秦啟維、黃樹棠、鄭恕峰 | ATV網頁  |      |

### 合拍劇集
| 首播日期 | 集數 | 劇名     | 監製                 | 演員 | 官方網頁 | 備註 |
| 5月1日   | 67   | 影城大亨 | 鄭偉文 李兆基 李慧珠 | 陶大宇、劉嘉玲、方中信、黎耀祥、周海媚、陳芷菁、李兆基、黃允材、麥家琪、張慧儀、張文慈、歐錦棠、杜汶澤、林偉、鮑起靜、煒烈、鍾慧寧、蘇杏璇                |          |      |
| 9月11日  | 40   | 世紀之戰 | 韋家輝               | 鄭少秋、劉青雲、郭藹明、徐靜蕾、陳煒、田蕊妮、韓君婷、黃智賢、秦啟維、袁文傑、黄允材、鮑起靜、劉錫賢、甄志強、黎思嘉、謝雪心                              | ATV網頁  |      |
| 10月23日 | 60   | 快活谷   | 張堅庭               | Maria Cordero、姜大卫、恬妞、黎思嘉、黄一飞、张同祖、孙佳君、苗金鳳、劉錫明、劉少君、林子博、高飛飛、朱燕珍、吳彤、張學潤、王海妮、徐二牛、蔡國威、陳鎬賢 |          |      |
| 12月18日 | 40   | 美麗傳說 | 鄭偉文 李兆基        | 陳法蓉、陳煒、李麗珍、田蕊妮、黃智賢、蘇杏璇、李兆基、呂有慧、甄志強、曾江、姜皓文、任達華、江美儀、張國權、黎駿、吳浣儀、葉良財、徐寶鳳、關偉倫、黃璦瑤  | ATV網頁  |      |

## 2001年

### 自製劇集
| 首播日期 | 集數 | 劇名                               | 監製  | 演員 | 官方網頁 | 備註 |
| 7月16日  | 40   | 騷東坡（又名《風流才子－蘇東坡》） | 蕭 笙 | 鄭則士、饒林紅、黎耀祥、江美儀、龔施茜、何寶生、王書麒、黃允材、江图、李潤祺、田蕊妮、袁文傑、鄭恕峰、蘇昶、劉錫賢、陳寶轅、鮑起靜、盧惠光、黎思嘉、珈潁、張煒、成元鈞、吳廷燁 | ATV網頁  |      |
| 9月13日  | 25   | 非常好警                           | 方 平 | 袁文傑、姜大衛、陳煒、黃家諾、田蕊妮、珈潁、甄志強、曾江、黃允材、黃璦瑤、蘇昶、張煒、黃美芬、潘冰嫦、秦啟維                                                                   |          |      |

### 合拍劇集
| 首播日期                                 | 集數 | 劇名     | 監製          | 演員 | 官方網頁 | 備註 |
| 2月14日（2月12日-2月13日播出特別電影版） | 40   | 俠骨仁心 | 鄧特希        | 鍾鎮濤、關詠荷、陶大宇、楊恭如、周嘉玲、馮德倫、呂頌賢、黃允材、尹揚明、張錦程、張文慈、陳啟泰、王祿江、陳毓芸、陳煒、鄭恕峰、黃璦瑤、陳任、黎海珊                                         | ATV網頁  |      |
| 6月4日                                   | 40   | 縱橫天下 | 李兆基 朱奕龍 | 劉松仁、周海媚、陶大宇、譚耀文、麥家琪、李子雄、楊恭如、陳煒、曾江、洪欣、田蕊妮、李兆基、黃允材、黃麗梅、繆非臨、葉良財、黎思嘉、煒烈、黃璦瑤、劉錫賢                                     | ATV網頁  |      |
| 7月30日                                  | 25   | 祖先開眼 | 李兆基 朱奕龍 | 袁詠儀、馮淬帆、葛民輝、麥家琪、鮑起靜、江美儀、樓南光、珈潁、甄志強、江图、黃允材、王天林、李兆基、劉錫賢、謝雪心、錢嘉成、陳寶轅、馮國、陳靖允、黎駿、樓茜妮、吳瑞庭、梁愛、甄志強、蘇昶 | ATV網頁  |      |

## 2002年

### 自製劇集
| 首播日期 | 集數 | 劇名       | 監製   | 演員 | 官方網頁 | 備註                                                       |
| 1月1日   | 30   | 親子情未了 | 李建武 | 尹天照、李婉華、袁文傑、陳芷菁、黃智賢、珈潁、張同祖、孫堯鋒、吳廷燁、劉錫賢、樓茜妮、黄允材、江 圖                                 | ATV網頁  |                                                            |
| 2月11日  | 4    | 有求必應   | 連熾勳 | 陳 煒、甄志強、黃允材、江美儀、羅 霖、饒林紅、張國強、李 妮、樓茜妮、黎思嘉、江 圖                                                  |          |                                                            |
| 2月11日  | 20   | 搶槓夫妻   | 連熾勳 | 黃智賢、陳煒、田蕊妮、杜挺豪、甄志強、黃一飛、李 楓、何婷恩、張 煒、黃樹棠、黃文慧                                                  | ATV網頁  | 故事策劃：陳寶華 編審：鍾政良 編導：米家豐、陳永標、歐偉成 |
| 10月14日 | 20   | 吉祥任務   | 連熾勳 | 陳啟泰、萬綺雯、彭子晴、阮一軒、關偉倫、杜秋霞、江 圖、林志豪、陳展鵬、潘志文、王 薇、白 彪、呂有慧、吳廷燁、陳寶轅、謝雪心、樓南光 | ATV網頁  |                                                            |

### 合拍劇集
| 首播日期 | 集數 | 劇名       | 監製          | 演員 | 官方網頁 | 備註                       |
| 2月18日  | 31   | 勝券在握   | 袁再顯 文樹森 | 米 雪、秦 漢、盧慶輝、彭子晴、陳潔儀、林明倫、王祿江、詹金泉、朱君恩、歐燕萍、夏 川、沈傾掞                           | ATV網頁  | 和Mediacorp聯合製作        |
| 3月11日  | 20   | 伴我同行   | 高志森        | 焦 媛、黃 磊、譚倩紅、李香琴、李潤祺、梁漢威、謝雪心、舒 燕、何慕詩、黃璦瑤                                           |          | 和春天電視製作公司聯合製作 |
| 11月11日 | 30   | 法內情2002 | 鄭偉文        | 袁詠儀、恬 妞、鄭則士、黃日華、李燦森、任葆琳、李香琴、雷宇揚、黎耀祥、林湘萍、梁家仁、海俊傑、阮一軒、李可瑩、吳永金 | ATV網頁  | 和Mediacorp聯合製作        |

## 2003年

### 自製劇集
| 首播日期 | 集數 | 劇名       | 監製          | 演員 | 官方網頁 | 備註             |
| 2月24日  | 155  | 萬家燈火   | 陳寶華        | 馮寶寶、潘志文、胡美儀、盧慶輝、田蕊妮、萬綺雯、袁文傑、杜挺豪、黃允材、呂有慧、苗金鳳、杜秋霞、江 圖、徐嘉樂、林穎彤、梁小冰、樓南光 、鮑起靜、馮國亞、甘國衛、譚倩紅、湘漪、黃樹棠、黃浩然、江美儀、林志豪、陳展鵬、金沛辰、白 彪、秦啟維、馬敏兒、高志森 | ATV網頁  |                  |
| 3月3日   | 30   | 女俠丁叮噹 | 潘文傑        | 梁小冰、尹天照、杜挺豪、張錦程、秦啟維、商天娥、梁家仁、黃允材、鄭恕峰、江 圖 | ATV網頁  |                  |
| 6月23日  | 40   | 濟公傳奇   | 冼志偉        | 麥 嘉、吳倩蓮、黃智賢、曹 駿 | ATV網頁  | 本劇於2000年拍攝 |
| 11月3日  | 20   | 嫁錯媽     | 陳自強 關錦鵬 | 趙雅芝、劉松仁、郭藹明、謝君豪、陳潔靈、尹子維、蔡安蕎 |          | 本劇於2001年拍攝 |
| 11月24日 | 30   | 暴風型警   | 蕭 笙         | 尹天照、陳法蓉、謝君豪、江美儀、金沛辰、陳展鵬、珈 潁、林志豪、黃允材、江 圖、張 雷、徐嘉樂、杜秋霞 | ATV網頁  |                  |

### 合拍劇集
| 首播日期 | 集數 | 劇名     | 監製   | 演員                                                                        | 官方網頁 | 備註                       |
| 2月3日   | 20   | 花田囍事 | 高志森 | 譚耀文、焦 媛、盧慶輝、李綺虹、袁文傑、張玉華、李 楓、陳國權、盧 勇、盧俊豪 |          | 和春天電視製作公司聯合製作 |

## 2004年

### 自製劇集
| 首播日期 | 集數 | 劇名                          | 監製   | 演員 | 官方網頁 | 備註                   |
| 4月11日  | 81   | 媽媽我真的愛你                | 連熾勳 | 鮑起靜、陳煒、袁文傑、白標、潘志文、舒燕、張雷、黃允材、謝雪心、林穎彤、饒珮君、林志豪、王薇、吳廷燁、譚倩紅、秦啟維、樓南光、劉錫賢、黃文慧、楊維理、吳永金、葉婷芝 | ATV網頁  |                        |
| 4月12日  | 30   | 八號巴士站站情                | 關永忠 | 曹達華、鮑起靜、戴龍、江圖、張國強、陳庭威、李婉華、田蕊妮、謝雪心                                                                                                   | ATV網頁  |                        |
| 10月4日  | 20   | 異世驚情夢                    | 李建武 | 陳錦鴻、彭子晴、王渝文、袁文傑、黃允材、王薇、冼灝英、吳廷燁 | ATV網頁  | 原名《尋找李商隱的愛》 |
| 10月25日 | 38   | 我和殭屍有個約會III之永恆國度 | 譚友業 | 尹天照、萬綺雯、張國權、陳煒、鄭浩南、陳啟泰、張文慈、麥家琪、劉以達、陳寶轅、吳廷燁、陳展鵬、袁文杰、郭家頤、杜秋霞                                                 | ATV網頁  |                        |
| 12月20日 | 35   | 爸爸兩邊走                    | 連熾勳 | 林韋辰、萬綺雯、張文慈、吳廷燁、袁文傑、杜挺豪、甄思羽、樓南光、謝雪心、呂有慧、文俊輝、江美儀、梁浩楷、舒燕、江圖、卓慧敏、關偉倫、蔡國威、黃樹棠                   | ATV網頁  |                        |

### 合拍劇集
| 首播日期 | 集數 | 劇名       | 監製   | 演員 | 官方網頁 | 備註                |
| 1月5日   | 35   | 子是故人來 | 賴建國 | 秦漢、米雪、羅霖、黃智賢、張國強、陳煒、潘志文、黃浩然、盧慶輝、譚倩紅、珈潁、商天娥、洪依萍、林明倫、劉錫賢、黎思嘉、林小湛 | ATV網頁  | 和MediaCorp聯合製作 |
| 3月1日   | 30   | 俠膽醫神   | 潘文傑 | 鄭則士、陳煒、金沛辰、舒燕、鮑起靜、秦啟維、黎思嘉、李進榮、牛青峰                                                           |          | 編審：趙志堅        |
| 5月24日  | 40   | 愛在有情天 | 楊紹鴻 | 馬景濤、陳秀雯、李香琴、陳展鵬、江圖、馬蘇、呂有慧、黃韻材、曾瑋明、戴春榮、江毅                                             | ATV網頁  | 和華夏影視聯合製作  |

## 2005年

### 自製劇集
| 首播日期 | 集數 | 劇名          | 監製          | 演員 | 官方網頁 | 備註     |
| 5月2日   | 20   | 爸爸向前走    | 連熾勳        | 林韋辰、袁文杰、呂晶晶、王慧、舒燕、杜挺豪、呂有慧、黃韻材、江圖、樓南光、謝雪心、馮國、甄思羽、江美儀   | ATV網頁  |          |
| 5月16日  | 32   | 美麗傳說2星願 | 鄭偉文        | 陳煒、陳法蓉、應采兒、江欣燕、孫耀威、黃浩然、萬梓良、張嘉倫、珈潁、梁思浩、江圖、葛民輝                 | ATV網頁  |          |
| 10月17日 | 213  | 喜有此理      | 蕭鍵鏗 連熾勳 | 盧海鵬、元秋、森森、李香琴、樓南光、周子濠、郭家頤、黃璦瑤、陳展鵬、吳亭欣、曾瑋明、翟鋒、麥家琪、吳浣儀 | ATV網頁  | 處境喜劇 |
| 11月28日 | 30   | 情陷夜中環    | 鄭偉文        | 謝賢、葉璇、鮑起靜、張文慈、黃浩然、谷祖琳、竇智孔、林韋辰、呂有慧、張嘉倫、吳亭欣、江圖、杜秋霞         | ATV網頁  |          |

### 合拍劇集
| 首播日期 | 集數 | 劇名     | 監製   | 演員 | 官方網頁 | 備註 |
| 6月27日  | 30   | 危險人物 | 鄭偉文 | 吳廷燁、麥家琪、珈潁、張嘉倫、黃韻材、呂有慧、八兩金、吳岱融、陳寶轅、劉錫賢、江美儀、陳觀泰、李影、樓南光、江圖、杜挺豪、黃璦瑤、吳亭欣、郭家頤、黃慧敏、馮梓瑩 | ATV網頁  |      |

### 外判劇集
| 首播日期 | 集數 | 劇名     | 監製 | 演員                                                 | 官方網頁 | 備註                 |
| 11月28日 | 34   | 大冒險家 |      | 吳鎮宇、陳慧珊、黃子華、曾江、張庭、李强、馬蘇、趙榮 | ATV網頁  | 製作單位為一元製作室 |

## 2006年

### 自製劇集
| 首播日期 | 集數 | 劇名         | 監製                 | 演員 | 官方網頁 | 備註     |
| 4月24日  | 25   | 香港奇案實錄 | 劉國輝               | 楊天經、袁文傑、張嘉倫、李綺雯、舒燕、陳展鵬、張豪龍、郭家頤、杜挺豪、劉錫賢、林韋辰、江美儀、秦啟維、王薇、何彥樺、伍偉樂、江圖、阮一軒、鮑起靜           | ATV網頁  |          |
| 5月29日  | 30   | 情陷夜中環2  | 鄭偉文               | 謝賢、金燕玲、葉璇、張文慈、陳啟泰、麥家琪、盧海鵬、陳寶轅、袁文傑、羅家英、張嘉倫、梁敏儀、李思蓓、謝雪心、黃文慧、梁皓楷、何彥樺、李可瑩、關偉倫、劉綽琪 | ATV網頁  |          |
| 9月25日  | 265  | 大城小故事   | 楊紹鴻 連熾動 溫偉基 | 盧海鵬、李香琴、江圖、柳影虹、吳亭欣、杜挺豪、周子濠、黎淑賢、吳浣儀、曾瑋明、樓南光、呂有慧、董南菲                                                       | ATV網頁  | 處境喜劇 |
| 11月20日 | 40   | 義無反顧     | 鄭偉文 劉國輝        | 譚耀文、曾江、劉愷威、劉綽琪、吳亭欣、郭藹明、海俊傑、杜秋霞、江圖                                                                                         | ATV網頁  |          |

### 外判劇集
| 首播日期 | 集數 | 劇名           | 監製   | 演員                                                               | 官方網頁 | 備註                       |
| 3月6日   | 36   | 方德與苗翠花   | 楊紹鴻 | 譚耀文、郭藹明、田海蓉、羅家英、陳展鵬、麥家琪、潘潔、馬宗德       | ATV網頁  | 製作單位為東方魅力電影公司 |
| 5月22日  | 60   | 紅孩兒         |        | 焦恩俊、葉童、丁宇佳、田海蓉、陳紫函、郭妃麗、張茜、樓南光、岳躍利 | ATV網頁  | 製作單位為柯瑞傳播         |
| 11月13日 | 30   | 盲俠金魚飛天豬 |        | 鄭則士、張庭、保劍鋒                                               | ATV網頁  | 製作單位為華夏影視         |

## 2007年

### 自製劇集
| 首播日期 | 集數 | 劇名           | 監製   | 演員 | 官方網頁 | 備註     |
| 11月5日  | 43   | 靈舍不同       | 楊紹鴻 | 陳展鵬、小雪、樓南光、江圖、樊亦敏、朱健鈞、戚黛黛、吳浣儀、黃璦瑤、李麗霞、尹光、威利、周子濠、姜皓文、譚芷翎                                         | aTV網頁  | 處境喜劇 |
| 12月31日 | 24   | 十六不搭喜趣來 | 楊紹鴻 | 快必、盧海鵬、張文慈、姜皓文、林偉、江美儀、陳彥行、朱健鈞、戚黛黛、甄思羽、寶珮如、樊亦敏、鮑起靜、江圖、吳浣儀、伍偉樂、蔡國威、翟鋒、劉錫賢、鄭恕峰 | aTV網頁  | 處境喜劇 |

### 合拍劇集
| 首播日期 | 集數 | 劇名   | 監製   | 演員 | 官方網頁 | 備註                                        |
| 8月20日  | 30   | 笨小孩 | 楊紹鴻 | 鮑起靜、李宗翰、陳展鵬、陶紅、何美鈿、羅家英、蘇永康、戴春榮、孫波、楊升、潘結（編導:溫偉基 鄧偉恩 李慧珠） | ATV網頁  | 前名《當肥貓遇上笨小孩》 和華夏影視聯合製作 |

### 外判劇集
| 首播日期 | 集數 | 劇名     | 監製   | 演員                                                             | 官方網頁 | 備註                            |
| 10月15日 | 15   | 激流青春 | 黃國輝 | 張達明、黃一飛、邵仲衡、翟鋒、馬凱儀、趙涌、連詩雅、何嘉豪、塗俊 | aTV網頁  | 製作單位為Media Production Ltd. |

## 2008年

### 自製劇集
| 首播日期 | 集數 | 劇名   | 監製   | 演員 | 官方網頁  | 備註 |
| 4月21日  | 31   | 火蝴蝶 | 楊紹鴻 | 李彩華、唐文龍、董敏莉、梁俊一、柳影虹、曾江、鮑起靜、李思蓓、江圖、盧海鵬、陳彥行、詹秉熙、陳少霞、江美儀、李龍基 | aTV火蝴蝶 |      |

### 外判劇集
| 首播日期 | 集數 | 劇名       | 監製         | 演員                                           | 官方網頁      | 備註                 |
| 7月9日   | 22   | 生命有明天 | 阮惠源 付 岩 | 宣萱、吳鎮宇、呂頌賢、霍思燕                   | aTV生命有明天 | 製作單位為新視線集團 |
| 8月26日  | 25   | 浣花洗劍錄 |              | 謝霆鋒、鍾欣桐、喬振宇、伊能靜、譚耀文、趙鴻飛 | aTV浣花洗劍錄 | 製作單位為新視線集團 |

## 2009年

### 自製劇集
| 首播日期 | 集數 | 劇名     | 監製   | 演員                                             | 官方網頁    | 備註                |
| 1月5日   | 26   | 東邊西邊 | 劉仕裕 | 林韋辰、吳亭欣、羅蘭、午馬、李修賢、珈潁、曾偉明 | aTV東邊西邊 | 於2008年9月海外發行 |

### 合拍劇集
| 首播日期 | 集數 | 劇名       | 監製   | 演員                                                           | 官方網頁      | 備註                                       |
| 12月21日 | 25   | 亂世艷陽天 | 楊紹鴻 | 陳秀雯、翁家明、袁詠儀、嚴寬、李成儒、廉冠、郝楊、朱晏、盧星宇 | aTV亂世艷陽天 | 本劇拍攝於2001年，和北京電影製片廠聯合製作 |